# المقاطعة التشيلية بالقارة القطبية الجنوبية
 المقاطعة التشيلية بأنتاركتيكا (بالإسبانية: Provincia de la Antártica Chilena)‏

علم ماجلان وهو علم المقاطعة

شعار المقاطعة

خريطة القارة القطبية الجنوبية موضحة الجزء المطالب به من قبل تشيلي

هي إحدى مناطق أقصى جنوب تشيلي وواحدة من أربعة مقاطعات شيلي الجنوبية، وعاصمتها بويرتو ويليامز.
المقاطعة مقسمة إداريا إلى قسمين :
- كابو دي هورنوس، التي تقع في الطرف الجنوبي لأمريكا الجنوبية
- القارة القطبية الجنوبية، وهي على شكل إسفين وتطالب بها تشيلي، لكن لم يعترف بها دوليا.

مساحتها الإجمالية 1,265,853.7 كم2 (وتعادل 488,749 ميل مربع) ما يجعلها تقريبا ضعفي جميع المقاطعات الأخرى في تشيلي مجتمعة.

## الديموغرافيا
وفقا لتعداد عام 2002 من قبل المعهد الوطني للإحصاء في تشيلي كان يبلغ عدد سكانها 2392 نسمة (1518 من الرجال والنساء 874)، وبذلك تكون الكثافة السكانية 0.0019 في كم2. 
ومن أكثر المحافظات كثافة سكانية في تشيلي. وهي أكبر المقاطعات مساحة لكنها الأقل سكانا.
يعيش 1952 شخصا (81.6 ٪) في المناطق الحضرية و 440 شخصا (18.4 ٪) في المناطق الريفية.
بين التعدادي 1992 و 2002، نما عدد السكان بنسبة 23 ٪ (447 شخصا).

## الأراضي التابعة

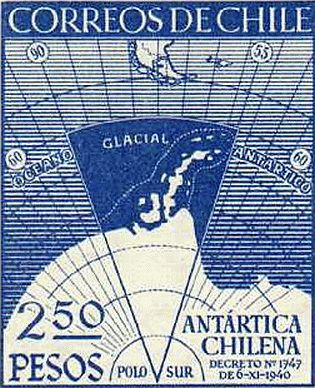
طابع بريدي تشيلياني

تنتمي أيضا إلى هذه المقاطعة مستوطنة مدنية، وهي مستوطنة فيلا لاس إستراليس، و 4 قواعد دائمة، ومركز أرصاد جوية (إدواردو فراي) ومراكز بحوث متعددة والتي تعمل في الصيف. وتبلغ مساحتها 1250000 كيلومتر مربع، وتشمل المنطقة التي تطالب بها تشيلي في القارة القطبية الجنوبية من القطب الجنوبي وشبه جزيرة القارة القطبية الجنوبية (تييرا دي أوهيجينس) والجزر المجاورة :
- جزر بيسكو
- جزر شتلاند الجنوب
- جزر بيلوتو باردو
- جزيرة ري خورخي
- جزيرة دورفيل
- جزيرة جوينفيل
- جزيرة دندي
- جزيرة ليفينغستون
- جزيرة برابانت
- أرخبيل بالمر
- جزيرة انفيرس
- جزيرة رينو
- جزيرة روبرتسون
- جزيرة سيرانو
- جزيرة إديلايد
- جزيرة روتشيلد
- جزيرة هيرست
- جزيرة إيوينج
- جزيرة دولمان
- جزيرة ستيل
- جزيرة شاركو
- جزيرة لاتادي
- جزيرة الكسندر الأول
- جزيرة سميلي
- جزيرة سباتز
- جزيرة كورف
- جزيرة هنري

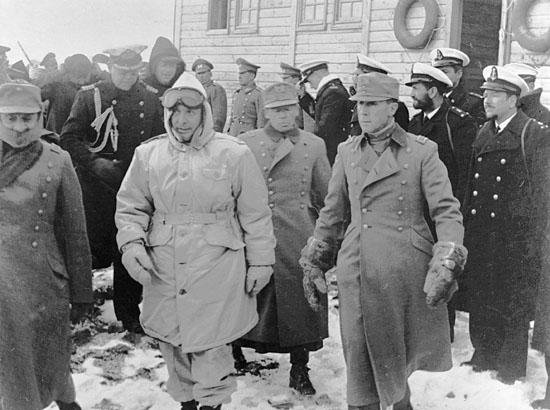
جبريل غونزاليز بيديلا، رئيس تشيلي الأسبق، يزور المقاطعة عام 1948

هذه الأرض هي الفائدة العلمية الدائمة. وتنص معاهدة أنتاركتيكا على استخدام الأراضي للأغراض السلمية فقط، وبالتالي استبعاد التجارب على أي أسلحة نووية، ويحظر إيداع المواد المشعة.

## البلديات
- كابو دي هورنوس
  - كانت تسمى نافارينو حتى عام 2001، وعاصمة بورتوريكو وليامز
  - مساحتها 14146 كم2 (ويعادل 5462 ميل مربع)
  - تعداد السكان في عام 2002 : 2262 نسمة، بضمنهم 1952 نسمة في العاصمة.
- بلدية القارة القطبية الجنوبية أو أنتاركتيكا
  - مساحتها 1250000 كم2 (ويعادل 482,628 ميل مربع)
  - وتعداد السكان حسب تعداد عام 2002 : 130 نسمة. ولكن لم يتم الاعتراف بتبعية هذه الأرض دوليا.

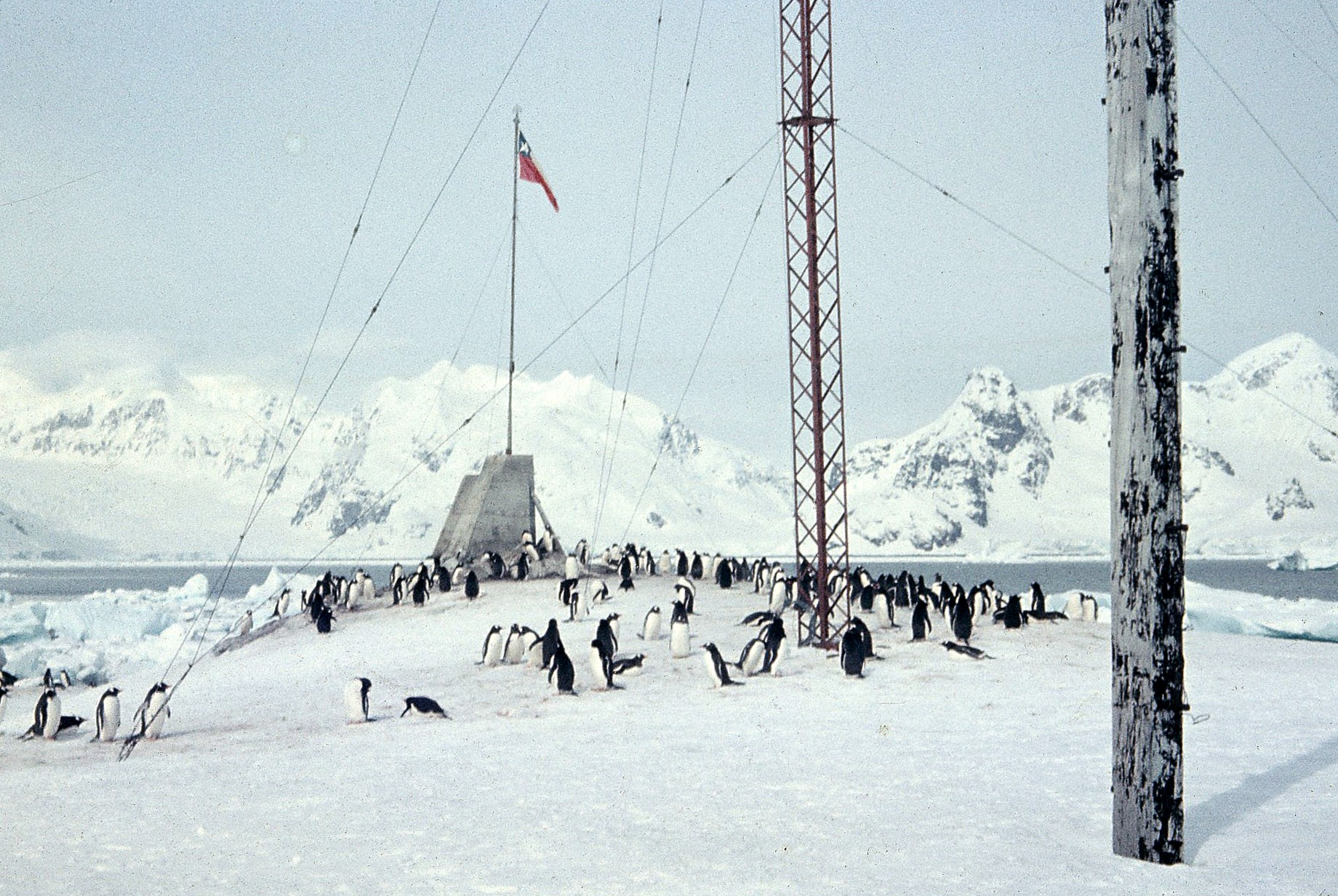
قاعدة فيديو لا بيس غابرييل غونزاليس الصيفية في نهاية الجزء الشمالي من شبه الجزيرة القطبية الجنوبية، في ساحل الجنة (صور 1957). البطاريق تتجمع حول قاعدة رفع علم تشيلي

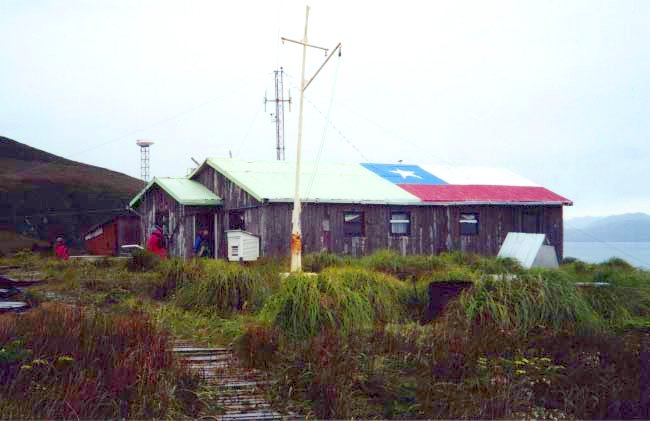
المبنى الرئيسي في كوبا دي هورنوس

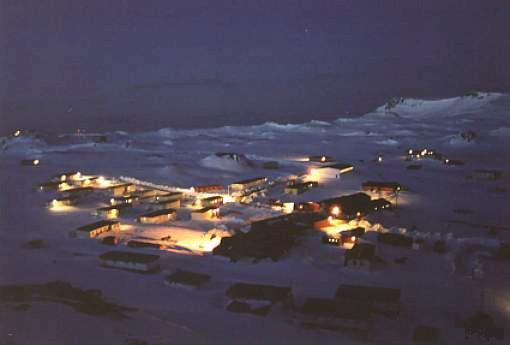
قرية فيلا لاس إستراليس ليلا

## الاعتراف بالإقليم

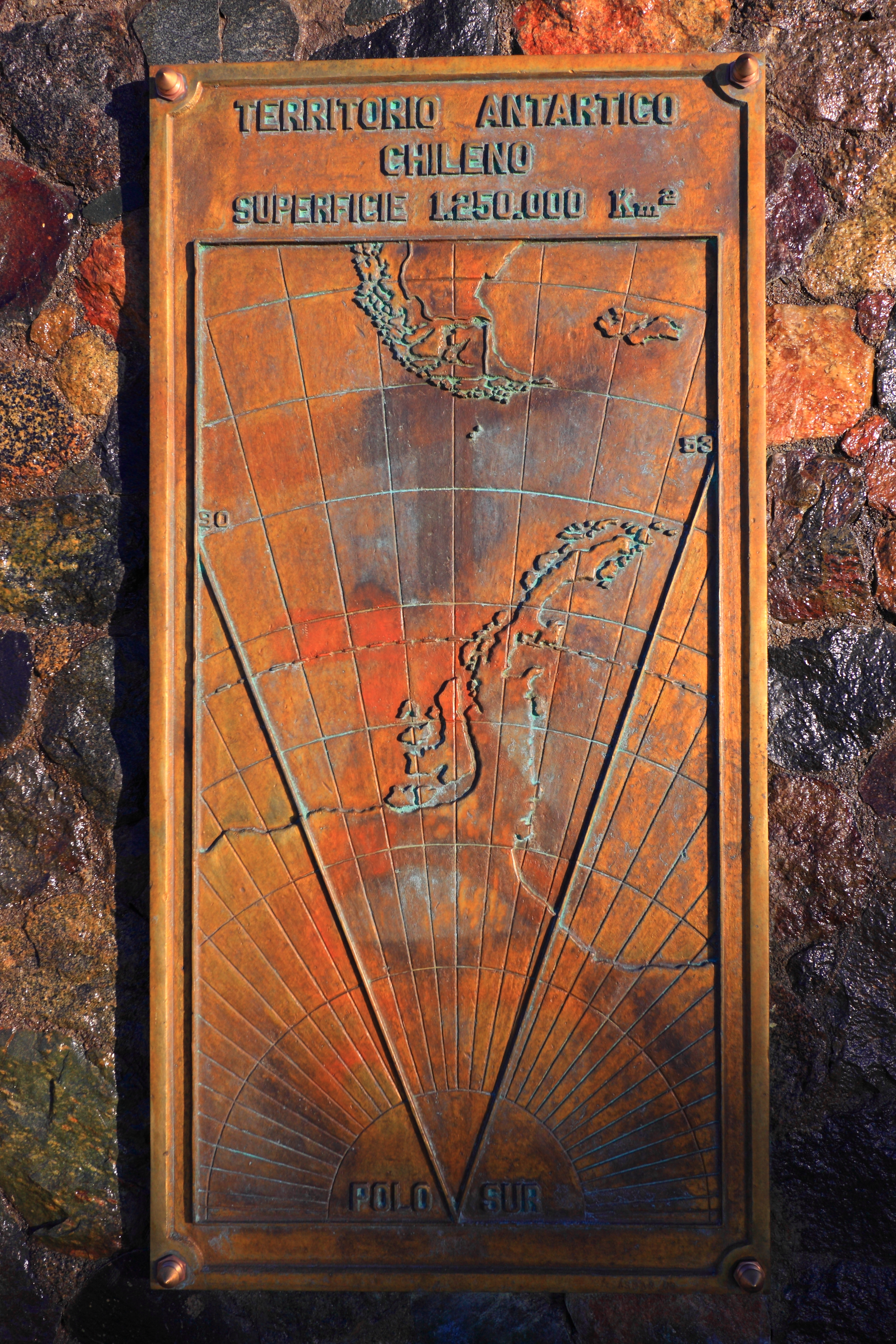
مقاطعة القارة القطبية الجنوبية التي تطالب بها تشيلي، كما نشاهد في نصب تذكاري في بونتا أريناس

من المسلَّم به أن بلدية كابو دي هورنوس هي جزء من تشيلي، ولكن يوجد خلاف حول بلدية القارة القطبية الجنوبية، التي تضم أكثر من منطقة من المحافظة، لأنها تشكّل المطالبة التشيلية بأنتاركتيكا، وتمتد من الجنوب خط العرض 60 إلى القطب الجنوبي.
عمليا المقاطعة غير مأهولة باستثناء بعض محطات البحوث التابعة لمختلف البلدان، على الرغم من أن تشيلي تحتفظ ببعض السكان المدنيين الدائمين في فيلا لاس إستريلاس بضمنهم النساء والأطفال، كما أن هنالك المدرسة الصغيرة، وحتى مصرفا، من أجل دعم مطالبتها الإقليمية للمنطقة.
التعداد الرسمي للسكان في المنطقة في تعداد عام 2002 هو 130 (115 ذكور و 15 إناث). وهذا لا يشمل موظفي المنظمات غير التشيليانية والتي لها قواعد في منطقة.

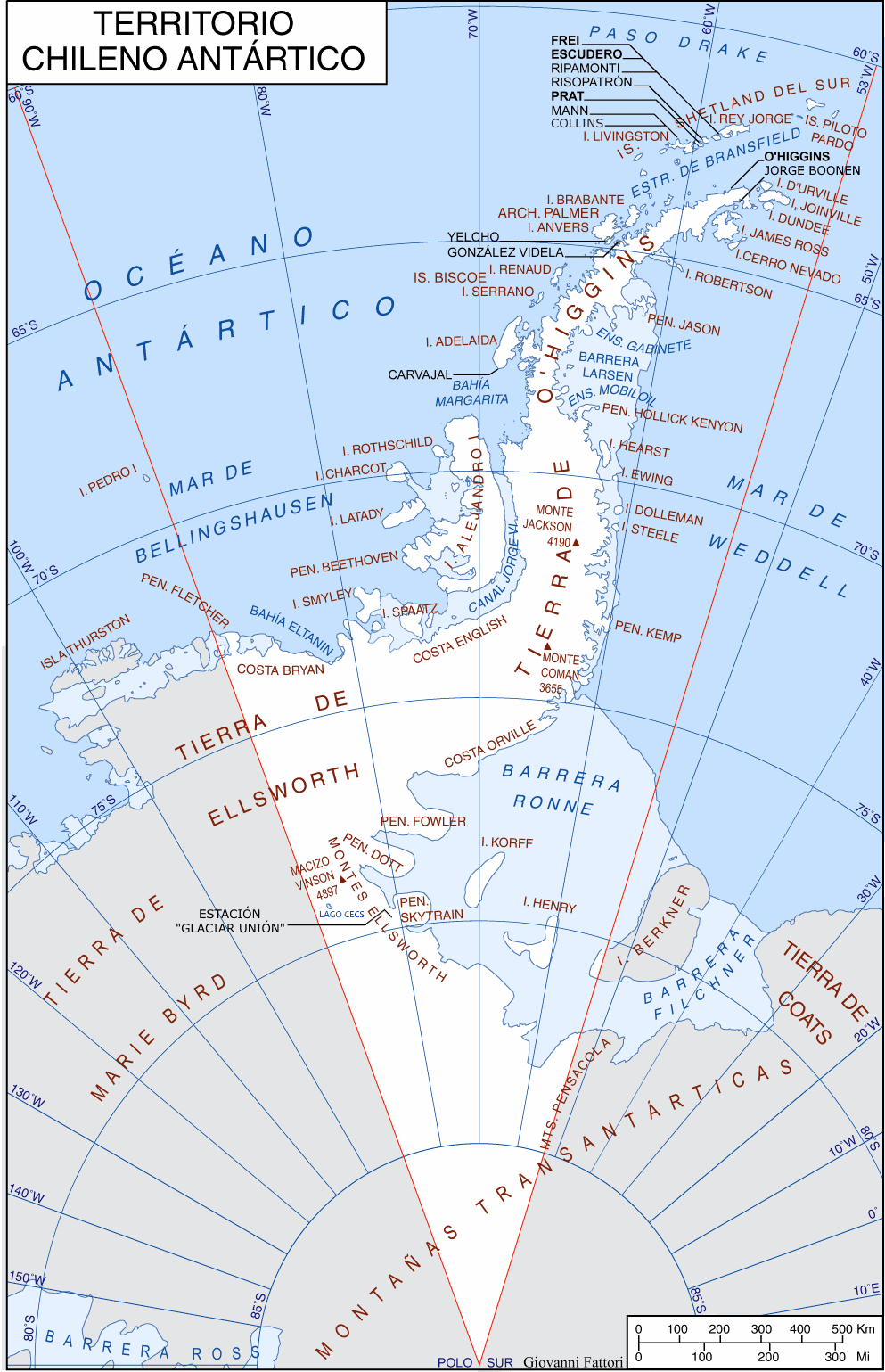
خريطة إقليم أنتاركتيكا التشيليانية باللغة الإسبانية. وتظهر فيها محطات البحوث التشيلية وكذلك الجزر التابعة للمقاطعة

وفقا للحجة التشيلية، فإن مطالبتها بالمقاطعة التشيلية بأنتاركتيكا هي قديمة قدم تشيلي نفسها.
حسب معاهدة توردسيلاس تم إنشاء قسم أقاليم ومستعمرات غرب/شرق بين البرتغال وإسبانيا، وقد قام كارلوس الخامس، حاكم الإمبراطورية الإسبانية بتعيين بيدرو دي لا هوز السيطرة سانشو أكثر من تيرا أستراليس، التي اشتملت على الجزء الجنوبي من أمريكا الجنوبية، وأرخبيل تييرا ديل فويغو، وجميع المناطق الجنوبية غير المكتشفة (تيرا أستراليس أغنوتا). هذا الإقليم اندمج في نهاية المطاف مع غيره من الأقاليم في تشيلي.

## ما قبل التاريخ
استقر البشر في فترة مبكرة من عصر ما قبل التاريخ في هذه المنطقة والأدلة الأثرية دلّت على ذلك. وقد أنشأت العديد من المستوطنات مثل شعب ياغان على جزر المقاطعة.

## التاريخ
تم إنشاء كل من بويرتو ويليامز وبورفينير في أواخر القرن التاسع عشر، وذلك عن طريق المهاجرين من أوروبا الغربية (خاصة من الجزر البريطانية، إسكندنافيا ويوغوسلافيا السابقة) والملاحي سفن وقوارب صيد السمك.
وكذلك فقد قامت الحكومة التشيلية بتوطين الآلاف من المستوطنين التشيليين من الجزء الأوسط من البلاد في القرن العشرين لزيادة عدد السكان في المقاطعة.

## مشكلة ثقب الأوزون
في الوقت الحاضر، فإن عدد البشر والحيوانية وكذلك النظام البيئي هي الأجزاء الوحيدة في العالم خارج القارة القطبية الجنوبية التي تتعرض لنضوب الأوزون بشكل شبه تام.
في فترة تسعينات القرن العشرين وأوائل القرن الحادي والعشرين، فإن ثقب الأوزون فوق القارة القطبية الجنوبية قد اتسع في الطرف الجنوبي من العالم، لذا ينصح السكان بارتداء ملابس خاصة لحماية بشرتهم أو البقاء في منازلهم كلما أمكن ذلك.
في بعض الحالات والتي تحدث عادة مرة واحدة في السنة فإن الثقب يتسع في فصل الشتاء في نصف الكرة الجنوبي ولكن يمكن أن كثافة الأشعة فوق البنفسجية في الصيف تكون أكثر، ويمكن أن تحرق الجلد البشري من خمس إلى ستة دقائق.

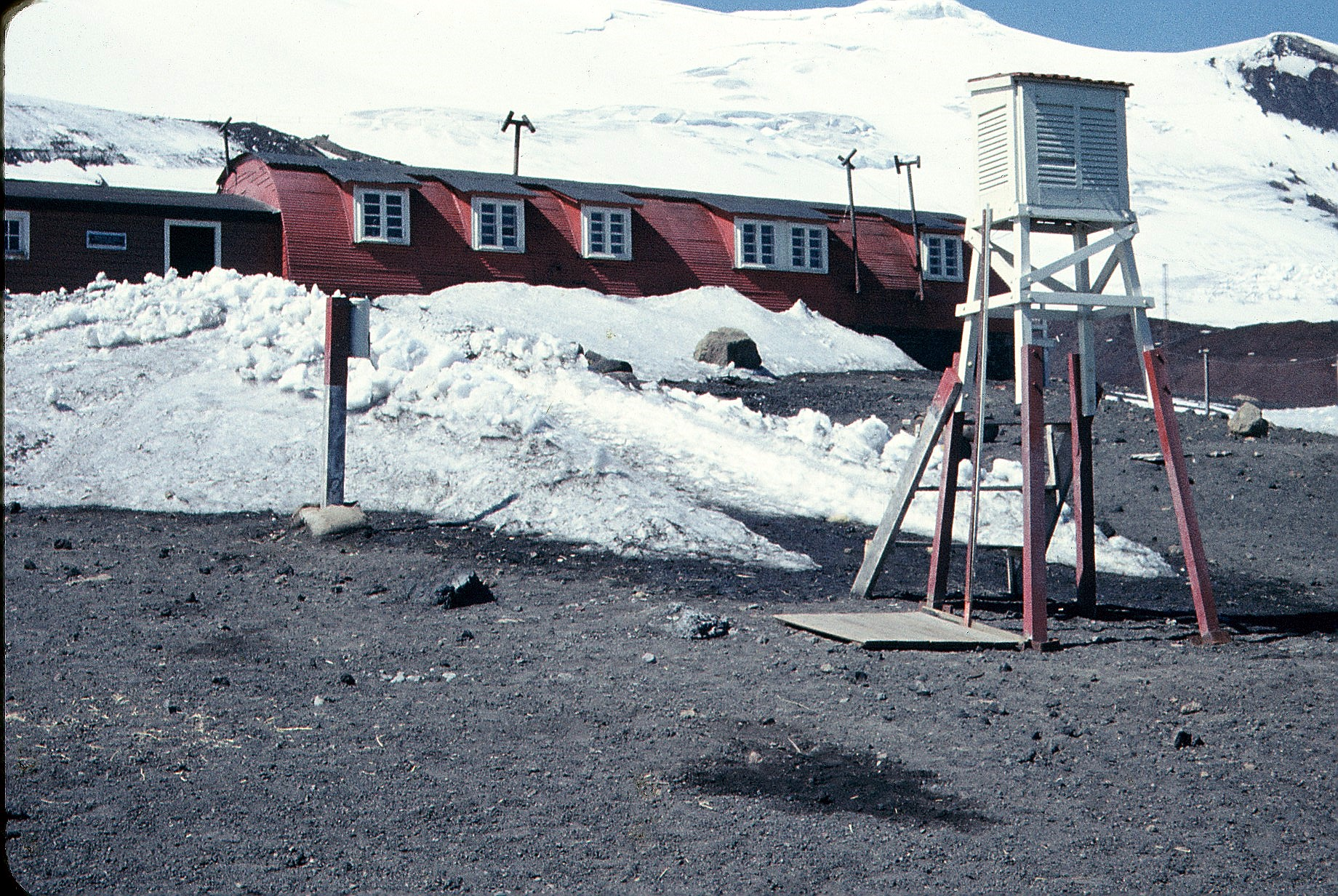
قاعدة بيدرو أغوير سيردا

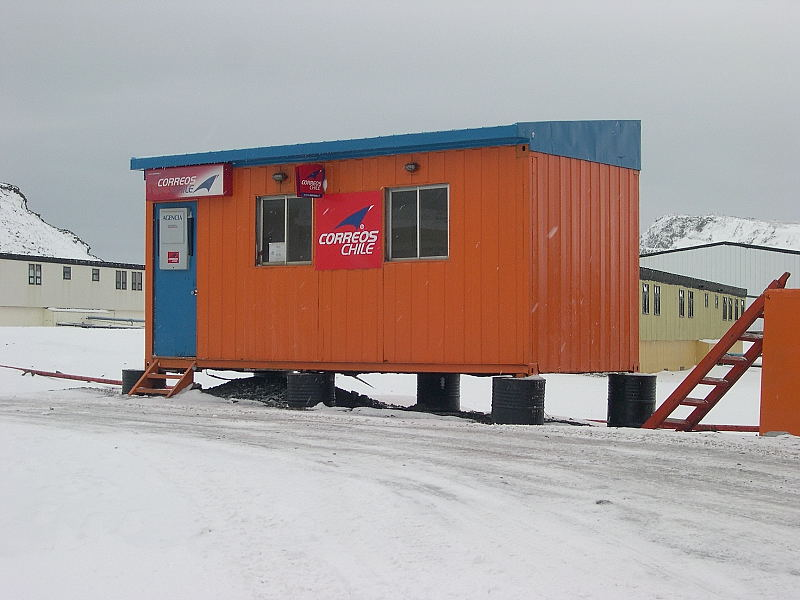
قاعدة في آخر القطب الجنوبي

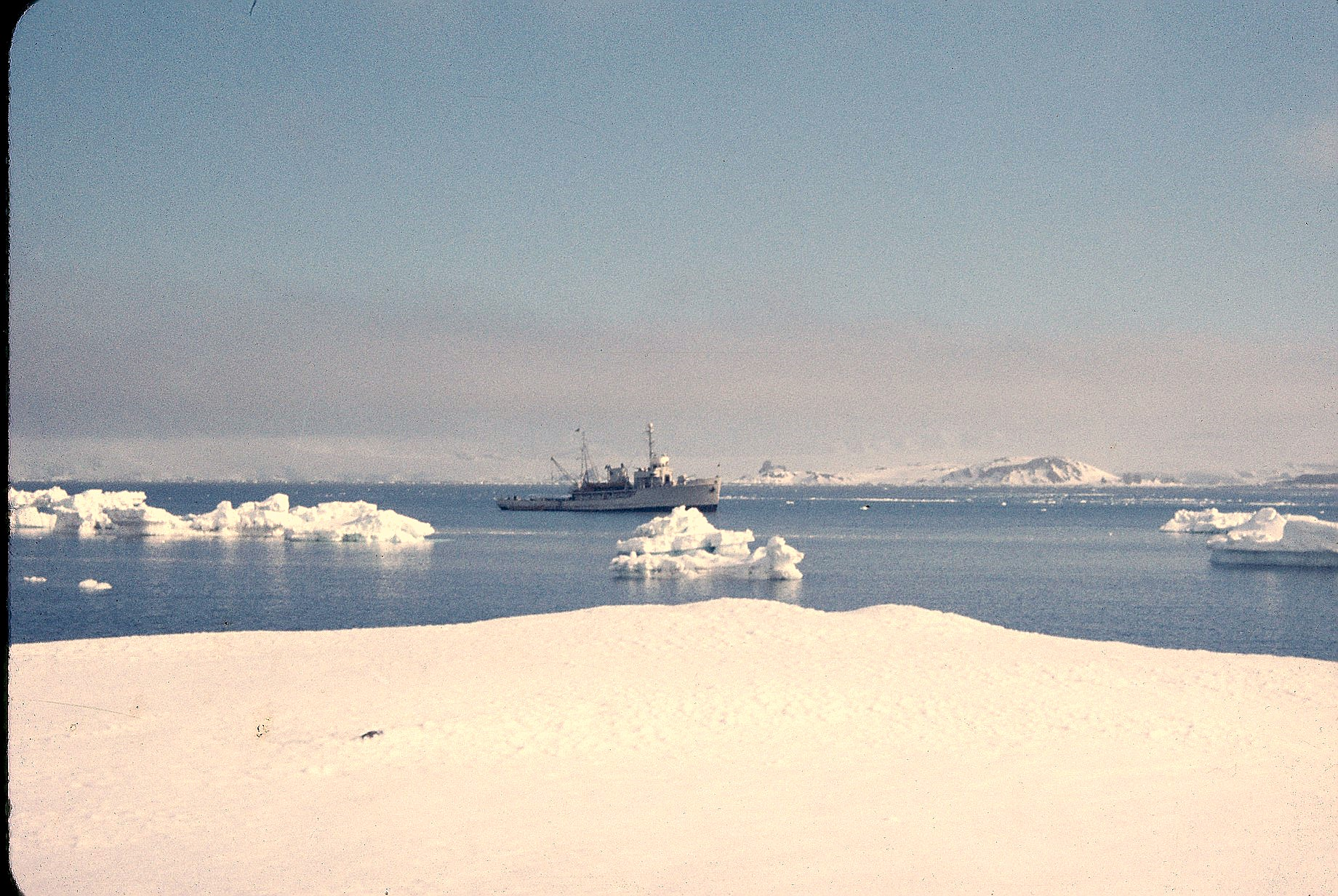
جزيرة كوبر ماين، جنوب جزر شتلاند، حيث تبحر الزوارق بصورة دورية (صورة من عام 1958)

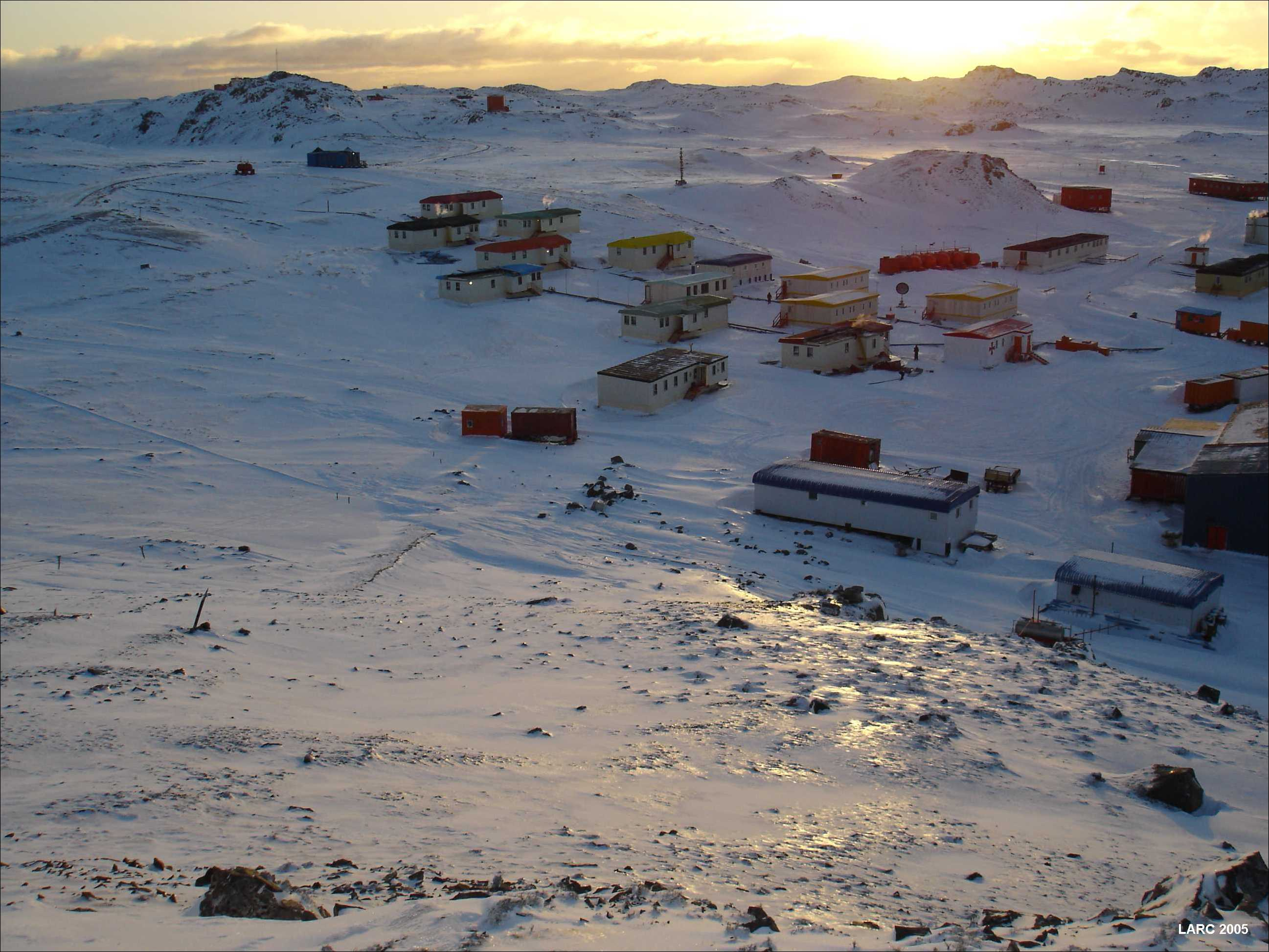
عرض بانورامي لفيلا لاس إسارالاس

## وصلات خارجية
- الموقع الرسمي